# Nguyên Lê
Pour les articles homonymes, voir Nguyễn.
Nguyên Lê, né à Paris le 14 janvier 1959, est un musicien et compositeur de jazz français d'origine vietnamienne. Son principal instrument est la guitare mais il joue également de la basse électrique et de la guitare synthétiseur.
Il a participé à de nombreuses productions discographiques, en qualité de leader ou de sideman. Il a notamment joué avec Randy Brecker, Vince Mendoza, Eric Vloeimans, Uri Caine, Francis Lassus, Paolo Fresu, Carla Bley, Michel Portal et Henri Texier.

## Biographie
Né à Paris en 1959 de parents vietnamiens installés en France depuis 1949, Nguyên Lê commence à apprendre la batterie à ses 15 ans, puis passe à la guitare et à la basse électrique qu'il apprend en autodidacte. Après une licence d'arts plastiques et une maîtrise de philosophie sur le concept d’exotisme, il décide de se consacrer à la musique.
En 1983, il fonde le groupe Ultramarine avec Mario Canonge (claviers) et Bago Balthazar (percussions), qui remporte le 1er prix du concours national de Jazz de la Défense. Ils enregistreront trois albums (Programme jungle en 1985 ; Dé en 1989 ; Esimala en 1991).
En 1987, Antoine Hervé le choisit pour être le soliste de l'Orchestre national de jazz
Il enregistre aux États-Unis en 1990 Miracles, son premier disque en tant que leader avec Art Lande, Marc Johnson et Peter Erskine.
À partir de 1993, il est régulièrement soliste invité du WDR Big Band de Cologne avec le compositeur et arrangeur Vince Mendoza. En avril 1994, il est soliste de la suite pour grand orchestre The New Yorker, écrite et dirigée par Bob Brookmeyer.
En mars 2010, il est soliste de la 5e symphonie d'Erkki-Sven Tüür, jouée avec l'Orchestre philharmonique de Brême.

## Style
La musique de Nguyên Lê mélange ses racines vietnamiennes avec l'influence de Jimi Hendrix, sous le sceau de l'improvisation jazz et de l'énergie du rock. Il reprend à la guitare des techniques de jeu, des phrasés ainsi que l'utilisation de pentatoniques et de modes asiatiques, empruntées aux instruments traditionnels vietnamiens, notamment le Đàn bầu, qu'il a étudié avec le maître Truong Tang.

## Récompenses
- 2006 : Djangodor de la guitare, reçu à l'unanimité du jury
- 2012 : Ordre des Arts et des Lettres
- 2012 : Prix Django-Reinhardt (musicien français de l’année)

## Discographie sélective

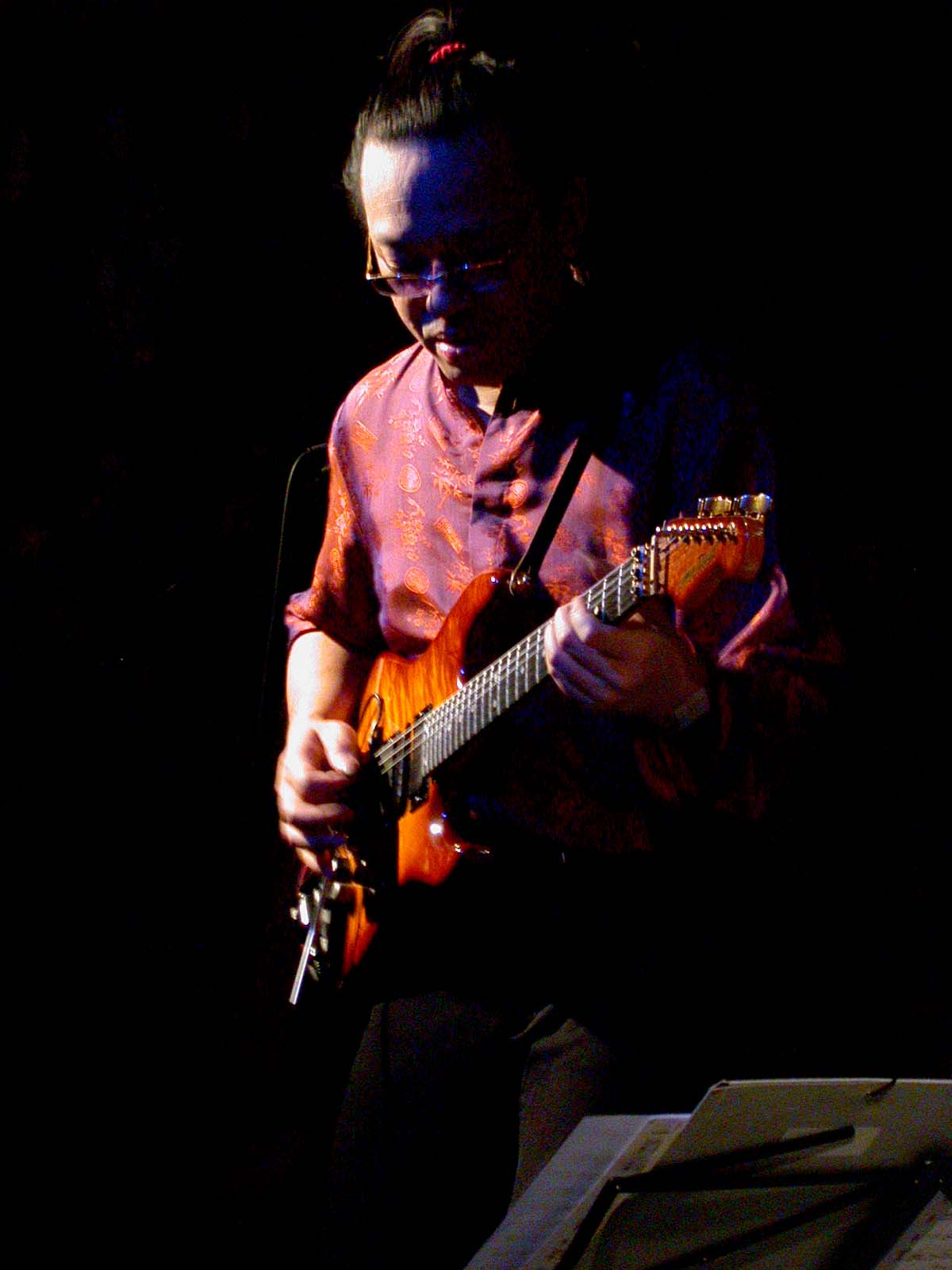
Nguyên Lê au Jazz Club Unterfahrt de Munich, 22 février 2002

Pour la liste plus complète des albums auxquels Nguyên Lê a participé, voir le site de l'artiste.

### En tant que leader ou coleader
- 1989 : Miracles (Musidisc, réédition Universal 2005) Avec Art Lande, Marc Johnson et Peter Erskine.
- 1992 : Zanzibar (Musidisc, réédition Universal 2005) Avec Art Lande, Paul McCandless, Dean Johnson et Joël Allouche.
- 1995 : Million Waves, Nguyên Lê Trio (ACT) Avec Dieter Ilg et Danny Gottlieb.
- 1996 : Tales from Viêt-Nam (ACT) Avec Huong Thanh, Hao Nhien, Paolo Fresu, Trilok Gurtu, Michel Benita…
- 1997 : Three Trios (ACT)
- 1998 : Maghreb & Friends (ACT) Avec Karim Ziad, Michel Alibo, Bojan Z, Paolo Fresu, Stefano Di Battista…
- 2000 : Bakida, Nguyên Lê Trio (ACT) Avec Renaud Garcia-Fons et Tino di Geraldo.
- 2002 : Purple, Celebrating Jimi Hendrix Avec Terri Lyne Carrington, Meshell Ndegeocello, Aïda Khann, Karim Ziad, Michel Alibo, Bojan Z…
- 2005 : Walking on the Tiger's Tail, Nguyên Lê Quartet (ACT) Avec Art Lande, Paul McCandless et Jamey Haddad.
- 2006 : Homescape (ACT) Duos avec Paolo Fresu et Dhafer Youssef.
- 2007 : Fragile beauty (ACT) Duo avec Huong Thanh.
- 2009 : Saiyuki (ACT) Avec Mieko Miyazaki et Prabhu Edouard, et en guest Hariprasad Chaurasia.
- 2011 : Songs of Freedom (ACT) Avec Illya Amar, Linley Marthe et Stéphane Galland, et en guests David Linx, Youn Sun Nah, Dhafer Youssef, David Binney, Karim Ziad…
- 2012 : Doc Dao (Dihavina, Viêt Nam uniquement) Avec Tùng Dương (vi).
- 2014 : Celebrating The Dark Side Of The Moon (ACT) Avec Michael Gibbs et le NDR Bigband.
- 2017 : Ha Noi Duo (ACT) Avec Ngo Hong Quang et en guests Paolo Fresu, Mieko Miyazaki, Prabhu Edouard, Stéphane Edouard et Alex Tran.
- 2019 : Streams (ACT) Avec John Hadfield (en), Chris Jennings (en) et Illya Amar.
- 2019 : Overseas (ACT)

### Compilation
- 2010 : Signature edition (ACT)

### Avec E_L_B (Erskine- Lê -Benita)
- 2001 : E_L_B (ACT)
- 2008 : Dream Flight (ACT)

### En tant que sideman
Avec Ultramarine
- 1985 : Programme jungle (Bloomdido)
- 1989 : Dé (Musidisc, réédition Universal 2005)
- 1991 : Esimala (Musidisc, réédition Universal 2005)

Avec l'Orchestre national de jazz
- 1988 : O.N.J. 87 (Label Bleu)
- 1989 : African Dream (Label Bleu)

Avec Huong Thanh
- 1999 : Moon and Wind (ACT)
- 2001 : Dragonfly (ACT)
- 2004 : Mangustao (ACT)
- 2007 : Fragile Beauty (ACT)

Avec ACT Family Band
- 2012 : The ACT Jubilee concert (ACT)

Avec Romano Sclavis Texier
- 2012 : 3 + 3 (Label Bleu )

Avec Céline Bonacina
- 2010 : Way Of Life (ACT)

## Musique de films
Nguyen Lê est également le compositeur de la bande originale du film Sheitan de Kim Chapiron.